# Carsten Rothenbach
Carsten Rothenbach est un footballeur allemand, né le 3 septembre 1980 à Heidelberg en Allemagne.

## Carrière
| Saison    | Club          | Pays              | Championnat        | Coupes nationales | Coupes continentales |
| --------- | ------------- | ----------------- | ------------------ | ----------------- | -------------------- |
| 2000-2001 | Karlsruher SC | Regionalliga Süd  | 24 matchs / 1 but  | 2 matchs          | -                    |
| 2001-2002 | Karlsruher SC | 2.Bundesliga      | 19 matchs / 2 buts | 1 match           | -                    |
| 2002-2003 | Karlsruher SC | 2.Bundesliga      | 27 matchs / 1 but  | 1 match           | -                    |
| 2003-2004 | Karlsruher SC | 2.Bundesliga      | 20 matchs          | 1 match           | -                    |
| 2004-2005 | Karlsruher SC | 2.Bundesliga      | 15 matchs          | 2 matchs          | -                    |
| 2005-2006 | Karlsruher SC | 2.Bundesliga      | 20 matchs / 2 buts | -                 | -                    |
| 2006-2007 | Sankt Pauli   | Regionalliga Nord | 33 matchs / 1 but  | -                 | -                    |
| 2007-2008 | Sankt Pauli   | 2.Bundesliga      | 30 matchs / 3 buts | 1 match / 1 but   | -                    |
| 2008-2009 | Sankt Pauli   | 2.Bundesliga      | 26 matchs / 1 but  | 1 match           | -                    |
| 2009-2010 | Sankt Pauli   | 2.Bundesliga      | 28 matchs / 1 but  | 2 matchs          | -                    |
| 2010-2011 | Sankt Pauli   | Bundesliga        | 13 matchs          | -                 | -                    |
| 2011-2012 | Sankt Pauli   | 2.Bundesliga      | 17 matchs          | 1 match           | -                    |
| 2012-2013 | VfL Bochum    | 2.Bundesliga      | 27 matchs          | 4 matchs          | -                    |

Dernière mise à jour le 23 mai 2013

## Palmarès
- FC St. Pauli
  - Vainqueur du Championnat Regionalliga Nord en 2007.